# Turnera macrophylla
Turnera macrophylla är en passionsblomsväxtart som beskrevs av Ignatz Urban. Turnera macrophylla ingår i släktet Turnera och familjen passionsblomsväxter. Inga underarter finns listade i Catalogue of Life.